# Interbrigate
Le Interbrigate (in russo Интербригады?, Interbrigady) sono un'unità militare della Repubblica Popolare di Lugansk situate all'interno del Battaglione Zarja. Sono formate da volontari provenienti dal partito L'Altra Russia, di ideologia nazionalbolscevica.

## Storia
L'Altra Russia fu uno dei partiti politici russi più attivi nel supportare l'annessione della Crimea e le proteste filorusse nell'Ucraina orientale, mandando in entrambi i casi dei suoi membri a favore delle milizie filorusse.
Nel maggio del 2014 decidono di formare un'ala armata da mandare nel Donbass a combattere al fianco dei separatisti, le Interbrigate.
Le Interbrigate sono state assorbite nel Battaglione Zarja e hanno preso parte alle battaglie di Slov"jans'k e Kramators'k oltre a fare da guardie del corpo a Ėduard Limonov durante la sua visita a Lugansk.